# این، آلبرتا
این، آلبرتا (به انگلیسی: Oyen) یک منطقهٔ مسکونی در کانادا است که در آلبرتا واقع شده‌است. این ۱٬۰۰۱ نفر جمعیت دارد و ۷۷۰ متر بالاتر از سطح دریا واقع شده‌است.